# 橙玄玻璃

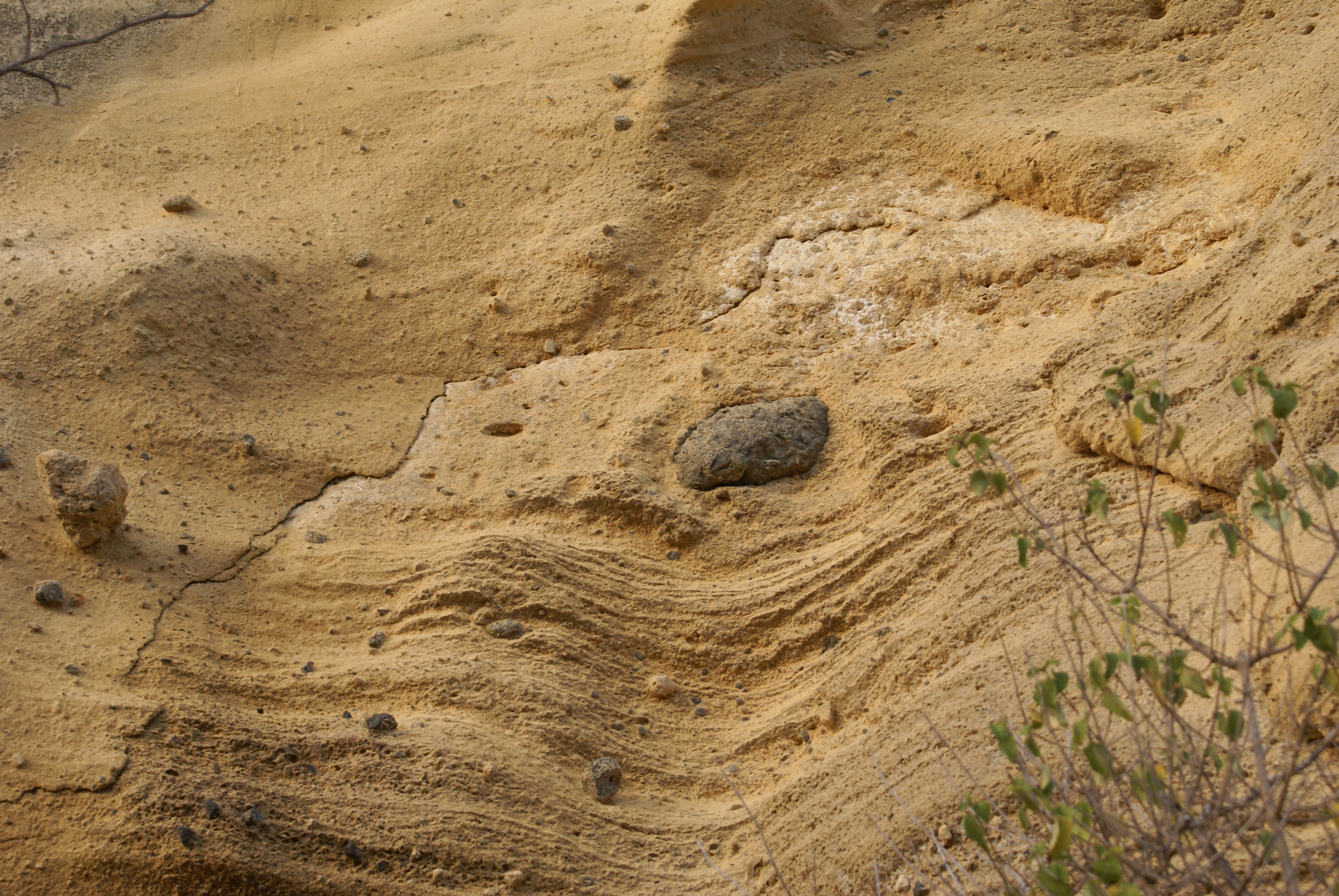
馬約特的橙玄玻璃層

橙玄玻璃（英語：Palagonite）是水與化學成分類似於玄武岩的火山玻璃相互作用的變質產物。橙玄玻璃也可以由水和玄武岩熔岩之間的相互作用產生。水在與熱熔岩接觸時迅速成蒸汽，熔岩的小碎片與蒸汽發生反應，形成淺色的橙玄玻璃錐體。此種錐體常見於與水接觸的玄武岩噴發區域。例如在加拉帕戈斯群島的火山碎屑錐就是一個例子。查爾斯達爾文在訪問這些島嶼時認識到了這些錐體的起源。橙玄玻璃 也可以通過熔岩緩慢風化成形成，風化在岩石表面形成薄的黃橙色外皮。此種過程稱為橙玄玻璃化。
橙玄玻璃土壤是一種淺黃橙色的塵埃，由小至亞微米大小的顆粒混合物組成，通常與較大的熔岩碎片混合。黃橙色顏色代表又3價的氧化鐵，嵌入在無晶形基質中。 
橙玄玻璃凝灰岩是一種由碎玄玻璃碎片和較粗的玄武岩塊組成的凝灰岩，其基質為橙玄玻璃。由碎玄玻璃碎片和橙玄玻璃基質的複合物稱為玻质碎屑岩
。